# Tyrus
 For alternative betydninger, se Tyr. (Se også artikler, som begynder med Tyr)
Tyrus (Arabisk: صور, Ṣūr, fransk: Tyr) er en by i Sydguvernementet i Libanon. Byen havde cirka 117.000 indbyggere i 2003. Myndighederne i Libanon har dog kun frigivet grove overslag over befolkningen siden 1932, så et præcist tal kan ikke angives. Tyrus ligger ud for kystlinjen til Middelhavet ca. 80 km syd for Beirut og ca. 30 km syd for Sidon. Byens navn betyder klippe efter den klippeformation i Middelhavet, byen oprindeligt blev grundlagt på.
I dag er den Libanons fjerdestørste by og huser en af landets vigtigste havne. Turisme udgør byens hovederhverv. I byen findes et antal antikke områder, herunder en romersk hippodrom, som kom på UNESCOs liste over verdensarv i 1979.

## Historie
Tyrus blev grundlagt af fønikerne, og er i græsk mytologi fødested for Europa og Karthagos grundlægger, Dido. Byen blev senere kendt under navnene Tyrus (latin) og Tyros (græsk). Syrien blev en romersk provins i 64 f.Kr. Området overgik efterfølgende til det Byzantinske Rige og blev i 638 erobret af Rashidun-kalifatet. Under 1. korstog var byen del af Kongeriget Jerusalem.
Tyrus bestod oprindeligt af to adskilte bycentre; selve Tyrus, som lå på en ø udenfor kysten, og Ushu på fastlandet overfor denne. Alexander den Store forbandt øen med fastlandet ved at bygge en dæmning i forbindelse med belejringen af byen; Ushu blev i den forbindelse nedrevet og byggematerialerne anvendt til dæmningen.
Byen havde oprindeligt to havne; en på øens nordside og en på øens sydside. De to havne skabte forudsætning for byens fremtrædende maritime stilling; den nordlige var en af de bedste havne i det østlige Middelhav. Den sydlige havn er efterfølgende sandet til, men den nordlige er stadig i brug.
Det tidlige Tyrus var stærkt befæstet med forsvarsmure, mens Ushu på kysten nærmere var en række kystbyer, som forsynede Tyrus med vand og tømmer. Josephus beretter om lejlighedsvise kampe mellem de to byer, men for det meste samarbejdede og drog nytte af Tyrus' maritime handel og fastlandets muligheder for vand- og tømmerforsyninger samt begravelsesplads.